# Zarza de Tajo
Zarza de Tajo è un comune spagnolo di 296 abitanti situato nella comunità autonoma di Castiglia-La Mancia.